# Grand Prix de Wallonie 1971
La 12e édition du Grand Prix de Wallonie a eu lieu le 26 avril 1971. Elle a été remportée par l'Italien Felice Gimondi.

## Classement final
Felice Gimondi remporte la course en parcourant les 199,5 kilomètres en 5 h 10 à la vitesse moyenne de 38,612 km/h.
| Classement final, | Classement final, | Classement final, | Classement final,        | Classement final, |
|                   | Coureur           | Pays              | Équipe                   | Temps             |
| ----------------- | ----------------- | ----------------- | ------------------------ | ----------------- |
| 1er               | Felice Gimondi    | Italie            | Salvarani                | en 5 h 10 min 0 s |
| 2e                | Walter Godefroot  | Belgique          | Peugeot-Michelin-BP      | + 35 s            |
| 3e                | Georges Pintens   | Belgique          | Hertekamp-Magniflex-Novy |                   |
| 4e                | Franco Mori       | Italie            | Scic                     |                   |
| 5e                | Christian Callens | Belgique          | Hertekamp-Magniflex-Novy |                   |
| 6e                | Willy In 't Ven   | Belgique          | Mars-Flandria            |                   |
| 7e                | Wilfried David    | Belgique          | Peugeot-Michelin-BP      |                   |
| 8e                | Alfons De Bal     | Belgique          | Watney-Avia              |                   |
| 9e                | Edward Janssens   | Belgique          | Mars-Flandria            |                   |
| 10e               | Flory Ongenae     | Belgique          | TI-Carlton               |                   |
| modifier          |                   |                   |                          |                   |